# Canvi de fase de reflexió

Dues ones sinusoïdals desplaçades entre si per un desplaçament de fase.

De vegades es produeix un canvi de fase quan una ona es reflecteix, concretament des d'un medi amb una velocitat d'ona més ràpida fins al límit d'un medi amb una velocitat d'ona més lenta. Aquestes reflexions es produeixen per a molts tipus d'ones, incloent-hi ones de llum, ones sonores i ones en cordes vibrants.

## Teoria general
Per a una ona incident que viatja des d'un medi (on la velocitat de l'ona c1 ) a un altre medi (on la velocitat de l'ona és c2, una part de l'ona es transmetrà al segon medi, mentre que una altra part es reflectirà en l'altra direcció i romandrà al primer medi. L'amplitud de l'ona transmesa i de l'ona reflectida es pot calcular utilitzant la condició de continuïtat a la frontera.
Considereu el component de l'ona incident amb una freqüència angular de ω, que té la forma d'ona {\displaystyle u^{inc}(x,t)=Ae^{i(k_{1}x-\omega t)};\ A\in \mathbb {C} } A t=0, l'incident arriba al límit entre els dos medis a x=0. Per tant, l'ona reflectida corresponent i l'ona transmesa tindran les formes d'ona {\displaystyle u^{\mathrm {ref} }(x,t)=Be^{i(-k_{1}x-\omega t)};\ u^{\mathrm {trans} }(x,t)=Ce^{i(k_{2}x-\omega t)};\ B,C\in \mathbb {C} } La condició de continuïtat a la frontera és {\displaystyle u^{\mathrm {inc} }(0,t)+u^{\mathrm {ref} }(0,t)=u^{\mathrm {trans} }(0,t);\ {\frac {\partial }{\partial x}}u^{\mathrm {inc} }(0,t)+{\frac {\partial }{\partial x}}u^{\mathrm {ref} }(0,t)={\frac {\partial }{\partial x}}u^{\mathrm {trans} }(0,t)} Això dóna les equacions {\displaystyle A+B=C;\ A-B={\frac {k_{2}}{k_{1}}}C={\frac {c_{1}}{c_{2}}}C} I tenim la reflectivitat i la transmissivitat {\displaystyle {\frac {B}{A}}={\frac {c_{2}-c_{1}}{c_{2}+c_{1}}};\ {\frac {C}{A}}={\frac {2c_{2}}{c_{2}+c_{1}}}} c2 < c1, l'ona reflectida té un canvi de fase de reflexió de 180°, ja que B/A < 0. La conservació de l'energia es pot verificar mitjançant {\displaystyle {\frac {B^{2}}{c_{1}}}+{\frac {C^{2}}{c_{2}}}={\frac {A^{2}}{c_{1}}}} La discussió anterior és vàlida per a qualsevol component, independentment de la seva freqüència angular de ω.
El cas límit de c2 = 0 correspon a un "extrem fix" que no es mou, mentre que el cas límit de c2 → ∞ correspon a un "extrem lliure".

## Òptica
Les ones de llum canvien de fase 180° quan es reflecteixen des de la superfície d'un medi amb un índex de refracció més alt que el del medi en què viatgen. Una ona de llum que viatja per l'aire i es reflecteix per una barrera de vidre experimentarà un canvi de fase de 180°, mentre que la llum que viatja per l'aire no experimentarà un canvi de fase si es reflecteix per una barrera amb l'aire. Per aquest motiu, els límits òptics normalment s'especifiquen com un parell ordenat (aire-vidre, vidre-aire); que indica de quin material surt i entra la llum, respectivament.
"Fase" aquí és la fase de les oscil·lacions del camp elèctric, no les oscil·lacions del camp magnètic (mentre que el camp elèctric experimentarà un canvi de fase de 180°, el camp magnètic experimentarà un canvi de fase de 0°. Al revés passa quan la reflexió es produeix a una interfície d'índex de refracció més baix). A més, això es refereix a una incidència gairebé normal: per a la llum polaritzada p que es reflecteix en el vidre en un angle de visió, més enllà de l'angle de Brewster, el canvi de fase és de 0°. Els canvis de fase que tenen lloc durant la reflexió tenen un paper important en la interferència de les pel·lícules primes.

## Ones sonores

Ones sonores a l'aire, en un tub

Les ones sonores en un sòlid experimenten una inversió de fase (un canvi de 180°) quan es reflecteixen des d'una frontera amb l'aire. Les ones sonores a l'aire no experimenten un canvi de fase quan es reflecteixen en un sòlid, però sí que presenten un canvi de 180° quan es reflecteixen en una regió amb una impedància acústica més baixa. Un exemple d'això és quan una ona sonora en un tub buit troba l'extrem obert del tub. El canvi de fase per reflexió és important en la física dels instruments de vent.

## Cordes

Ones estacionàries en una corda

Una ona en una corda experimenta un canvi de fase de 180° quan es reflecteix des d'un punt on la corda està fixada. Les reflexions de l'extrem lliure d'una corda no mostren cap canvi de fase. El canvi de fase en reflectir-se des d'un punt fix contribueix a la formació d'ones estacionàries a les cordes, que produeixen el so dels instruments de corda.
El mateix canvi de fase de 180° es produeix quan l'ona que viatja en una corda més lleugera (densitat de massa lineal més baixa) es reflecteix en el límit d'una corda més pesada (densitat de massa lineal més alta). Això passa perquè la corda més pesada no respon tan ràpidament a la força de tensió com la corda més lleugera i, per tant, l'amplitud de l'oscil·lació al punt límit és menor que l'ona entrant. Pel principi de superposició, l'ona reflectida ha de cancel·lar part de l'ona entrant i, per tant, està desfasada. Tingueu en compte que quan l'ona que viatja en una corda més pesada es reflecteix en el límit d'una corda més lleugera, com que el punt límit té la llibertat de moure's tan ràpidament com sigui possible, no es produiria aquest canvi de fase a l'ona reflectida.

## Línies de transmissió elèctrica
Les reflexions dels senyals en línies conductores solen presentar un canvi de fase respecte al senyal incident. Hi ha dos casos extrems de terminació: curtcircuit (línia tancada) i circuit obert (línia trencada). En ambdós casos es reflecteix tota l'amplitud de l'ona.
curtcircuit
La reflexió de l'ona de voltatge en una línia acabada amb un curtcircuit està desfasada 180°. Això és anàleg (per l'analogia de la mobilitat) a una corda on l'extrem està fix en la seva posició, o a una ona sonora en un tub amb un extrem bloquejat. L'ona actual, en canvi, no està desfasada.
línia trencada / oberta
Una línia de transmissió acabada amb un circuit obert és el cas dual; l'ona de voltatge es desplaça 0° i l'ona de corrent es desplaça 180°.
terminació reactiva
Una línia de transmissió acabada amb una capacitança o inductància pura també donarà lloc a una ona desfasada a plena amplitud. El canvi de fase de voltatge ve donat per {\displaystyle \varphi =2\tan ^{-1}{Z_{0} \over X}} on
- Z 0 és la impedància característica de la línia
- X és la reactància de la inductància o la capacitància, donada respectivament per ωL o−1⁄ωC
- L i C són, respectivament, inductància i capacitància, i
- ω és la freqüència angular.

En el cas de terminació reactiva, el canvi de fase serà entre 0 i +180° per als inductors i entre 0 i − ° per als condensadors. El canvi de fase serà exactament de ±90° quan | X | = Z₀.
Per al cas general en què la línia acaba amb una impedància arbitrària, Z, l'ona reflectida és generalment menor que l'ona incident. Cal utilitzar l'expressió completa per al canvi de fase,:273{\displaystyle \varphi =\tan ^{-1}\left({\frac {2\sin(\arg Z)}{\left({\frac {|Z|}{Z_{0}}}-{\frac {Z_{0}}{|Z|}}\right)}}\right)}
Aquesta expressió assumeix que la impedància característica és purament resistiva.